# ميريت كوكي جونيور
ميريت كوكي جونيور (بالإنجليزية: Merritt Cooke Jr.)‏ هو مصرفي الاستثمار ‏ ومهندس أمريكي، ولد في 24 أكتوبر 1884 في نورفولك في الولايات المتحدة، وتوفي في 7 يونيو 1967 في فيلادلفيا في الولايات المتحدة.